# Ephemerum recurvifolium
Ephemerum recurvifolium là một loài rêu trong họ Ephemeraceae. Loài này được Dicks. Boulay mô tả khoa học đầu tiên năm 1872.